# I Can Dream
'I Can Dream' è il secondo singolo degli Skunk Anansie realizzato nel giugno del 1995. Il singolo è estratto dal loro album di debutto Paranoid & Sunburnt. Il CD singolo offre due inediti ed una versione dal vivo di Little Baby Swastikkka registrata il 17/08/1994 ne "The Rock Show" per le "BBC Radio One Evening Sessions".

## Tracce

### CD Singolo
| #  | Titolo                   | Durata |
| -- | ------------------------ | ------ |
| 1. | "I Can Dream"            | 3:39   |
| 2. | "Aesthetic Anarchist"    | 2:56   |
| 3. | "Black Skin Sexuality"   | 5:52   |
| 4. | "Little Baby Swastikkka" | 4:08   |

### Disco Vinile 10"
| #  | Titolo                 | Durata |
| -- | ---------------------- | ------ |
| 1. | "I Can Dream"          | 3:39   |
| 2. | "Aesthetic Anarchist"  | 2:56   |
| 3. | "Black Skin Sexuality" | 5:52   |

## Classifiche
| Classifica (1996) | Posizione massima |
| ----------------- | ----------------- |
| Regno Unito       | 41                |